# Paraidanthyrsus quadricornis
Paraidanthyrsus quadricornis är en ringmaskart som först beskrevs av Schmarda 1861.  Paraidanthyrsus quadricornis ingår i släktet Paraidanthyrsus och familjen Sabellariidae.
Artens utbredningsområde är havet kring Nya Zeeland. Inga underarter finns listade i Catalogue of Life.